# Morio-Muskat
Pour les articles homonymes, voir Morio (homonymie).
Le morio-muskat  est un cépage de cuve allemand de raisins blancs.

## Origine et répartition géographique
Le morio-muskat est une obtention de l’année 1928 de Peter Morio en croisant silvaner x Muskateller (Muscat à petit-grains) dans les installations du Institut für Rebenzüchtung Geilweilerhof à Siebeldingen (Palatinat) en Allemagne. Le cépage fait partie de la liste des classements de cépages pour la production de vin suivant l’Article 20 du règlement (CE) no 1227/200.
Le cépage est autorisé dans de nombreux Länder en Allemagne. La superficie plantée est en régression passant de 2 242 hectares en 1988 à 905 hectares en 2001 à 300 hectares en 2020. 
Des plantations sont connues en Afrique du Sud et au Canada.

## Caractères ampélographiques
- Extrémité du jeune rameau aranéeux
- Feuilles adultes, à 3 lobes un sinus pétiolaire en lyre fermée, à bords superposés, dents ogivales, larges, en deux séries, un limbe glabre.

## Aptitudes culturales
La maturité est de deuxième époque moyenne: 15  jours après  le chasselas.

## Potentiel technologique
Les grappes sont moyennes et les baies sont de taille moyenne. La grappe est  compacte et parfois ailée. Le cépage est de bonne vigueur et la productivité est très élevée. Le cépage craint la pourriture grise, l'oïdium et le mildiou.
Le vin blanc est légèrement musqué.

## Synonymes
Le morio-muskat  est connu sous le sigle Gf 1-28-30 et sous le nom morio muscat